# La Chambre verte
Pour plus de détails, voir Fiche technique et Distribution.
La Chambre verte est un film français de François Truffaut, sorti en 1978, d'après les nouvelles L'Autel des morts, La Bête dans la jungle et Les Amis des amis d'Henry James.
Ce film devait initialement s'intituler La Fiancée disparue. Il a parfois été distribué dans les pays anglophones sous le titre The Vanished Fiancée au lieu de la traduction littérale «  The Green Room ».

## Synopsis
La femme de Gérard Mazet vient de décéder. Julien Davenne est arrivé dans l'est de la France pour le réconforter, mais lui-même vit un véritable drame : il est veuf, vit avec une gouvernante et Georges, un enfant sourd et muet à qui il essaye d'apprendre à parler. Dans cette même maison, où il abrite sa solitude, il a aménagé une chambre entièrement consacrée au souvenir de sa femme Julie. Au journal Le Globe, où il est rédacteur, il s'occupe de la rubrique nécrologique. Lors d'une vente, il rencontre Cécilia et leurs rapports évoluent en fonction de leur amour pour les morts.

## Fiche technique
- Titre original : La Chambre verte
- Réalisation : François Truffaut, assisté d'Emmanuel Clot
- Scénario : François Truffaut et Jean Gruault d'après les nouvelles  L'Autel des morts, La Bête dans la jungle et Les Amis des amis d'Henry James
- Musique : Maurice Jaubert
- Image : Néstor Almendros
- Son : Michel Laurent
- Montage : Martine Barraqué
- Décors : Jean-Pierre Kohut-Svelko
- Costumes : Monique Dury et Christian Gasc
- Production : François Truffaut
- Société de production : Les Films du Carrosse et Les Productions Artistes Associés
- Distribution : United Artists
- Pays de production :  France
- Genre : Film dramatique
- Format : Couleur (Eastmancolor) - Son : Mono
- Durée : 94 min
- Tournage : du 11 octobre au 27 novembre 1977 à Honfleur et Caen (cimetière des Quatre-Nations)
- Dates de sortie : 
  - France : 5 avril 1978
  - États-Unis : 14 septembre 1979 (New York)
- Affiche : Jouineau Bourduge (France)

## Distribution
- François Truffaut : Julien Davenne
- Nathalie Baye : Cecilia Mandel
- Jean Dasté : Bernard Humbert
- Patrick Maléon : Georges
- Jeanne Lobre : Mme Rambaud
- Antoine Vitez : secrétaire de l'évêque
- Jean-Pierre Moulin : Gerard Mazet
- Serge Rousseau : Paul Massigny
- Jean-Pierre Ducos : le prêtre dans la chambre mortuaire
- Annie Miller : Geneviève Mazet
- Nathan Miller : le fils de Geneviève Mazet

## Commentaires
- Le soin avec lequel Julien s'occupe de Georges rappelle le sujet de L'Enfant sauvage (1970) de Truffaut, et montre que Julien n'est pas tout à fait indifférent à l'égard des vivants.
- Dans certaines scènes, la lumière des bougies et la musique composée par Maurice Jaubert, lui-même mort prématurément en 1940, accentuent le caractère nostalgique du film.
- L’éloge funèbre de Paul Massigny, le personnage que pleure Cécilia (Nathalie Baye), est directement inspiré d’un passage de La Grande Peur des bien-pensants de Georges Bernanos (début du chapitre 10).
- Parmi les portraits qui décorent la chapelle funéraire apparaissent notamment Henry James, l’écrivain dont les textes ont inspiré le film, américain naturalisé britannique, comme le personnage qu’il est censé représenter, et Oskar Werner, l’acteur qui a joué le personnage de Jules dans Jules et Jim (1962) de Truffaut. Ce dernier incarne ici un soldat allemand qui se pense responsable de la mort. On reconnaît également Marcel Proust ou Jean Cocteau.